# 제카툰
《제카툰》은 매주 월요일 제카y가 버프툰에서 연재하는 웹툰이다.

## 등장인물
- 제카

이 웹툰의 저자이자 주인공이다.
- 금현랑

제카의 아는 형 중 한 명으로 카페를 운영했었고 세심한 듯 시크한 성격이며 군면제이지만 군대 이야기를 아주 잘 한다.
- 더포근

제카의 아는 형 중 한 명으로 와플집을 운영했으며 지금은 트위치에서 방송을 한다. 유도를 했고 일본 유학생이라 우락부락한 이미지이지만 호텔 요리 디저트 전공이라고 한다.
- 용형

제카의 아는 형 중 한 명으로 수영선수를 했다고도 하고 호주에서 살며 일을 하며 김치를 팔아 부자가 되어 조국에 돌아왔다고 한다. 본업은 중화요리사이다. 요리를 매우 잘 하여 자신의 아는 형의 술집의 주방장을 맏기도 했었다고 한다.식욕이 왕성하고 힘이 좋아 더포근의 와플 가게를 철거할 때 도와주었다고 한다.지금은 식당을 하나 차려 여러 유튜버들에게 대접하는 콘텐츠를 촬영하고 있다.
- 슈독

제카의 아는 동생으로 레모네이드를 매우 좋아한다. 역도선수, 헬스마니아, 파쿠르 장인 삼형제 삼촌들과 어릴 때부터 지내와 운동신경이 어마어마하다고 한다.
- 데미셀

제카의 아는 동생으로 간호학과라고 한다. 군에 있을 시절 기름이 바닥에 흘러 호기심이 생겨 불을 붙였다가 화재를 일으킬 뻔 했다고 하는데... 뒷이야기가 궁금하면 제카툰 참조.
- 백매력

제카의 여자친구로 애완고양이를 키운다. 현랑, 포근, 용형, 슈독과도 아는 사이다. 상견례까지 맞추었지만, 코로나가 끝나면 식을 올릴 예정이라 한다.
- 엄마

제카의 엄마다. 요리를 매우 잘 한다고 하여 현랑이 호텔요리사인 포근보다 요리를 잘 한다고 언급한 바 있다. 편의점을 운영한다고 한다.(직접 만든 것으로 유명 가게는 아님)
- 아빠

제카의 아빠다.
가끔 등장하며 사춘기 시절 도움을 준 인물이기도 하다.
- 건이

제카의 늦둥이 친척동생이며 21살 차이라고 한다. 제카가 한눈을 팔 때 6차선 무단횡단을 시전해 제카를 기겁하게 했다는 이야기가 있다.
- 동생

제카의 여동생이다. 
마감하느라 정신없는 오빠 대신
어머니의 편의점의 대신 운영하기도 한다.